# Smif-N-Wessun

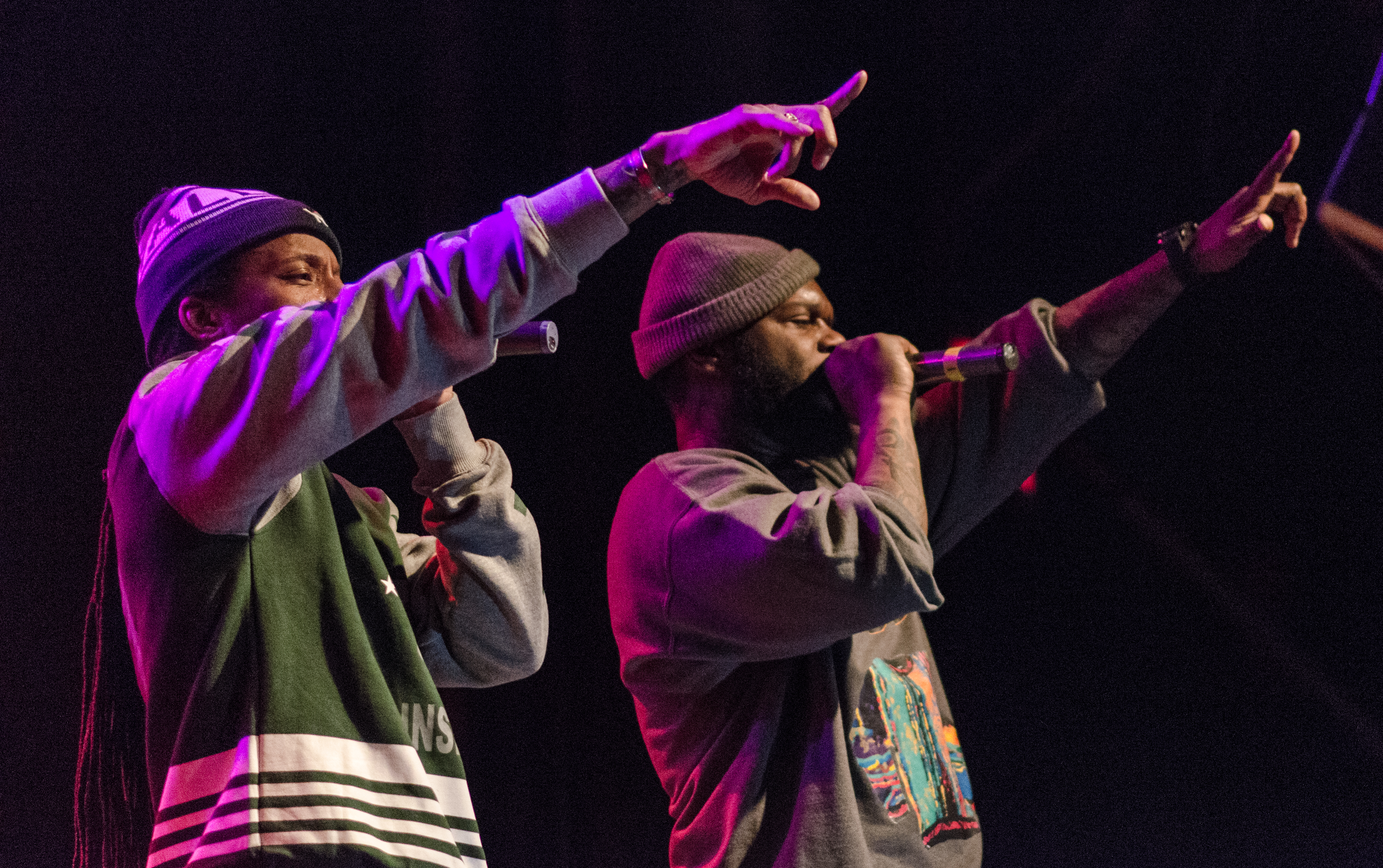
Smif-N-Wessun in Phoenix 2015

Smif-N-Wessun  ist eine US-amerikanische Hip-Hop-Crew aus New York. Sie ist auch bekannt unter ihrem zweiten Crewnamen Cocoa Brovaz, den sie nach einem Rechtsstreit mit dem Unternehmen Smith & Wesson annehmen mussten. Aktuell nutzt die Gruppe jedoch wieder den alten Namen. Die Crew setzt sich aus den Rappern Tek und Steele zusammen. Beide stammen aus dem Stadtteil Brooklyn, welchem sie ihr Pseudonym Bucktown verliehen haben. Sie sind beim Label Duck Down unter Vertrag.

## Geschichte
Tek und Steele lernten sich 1993 kennen. In ihrer Gegend lernten sie Ruck aka Sean Price und Rock,  bekannt als Heltah Skeltah; Buckshot, 5ft und Evil Dee bekannt als Black Moon; Starang Wondah, Top Dog und Louieville Sluggah, bekannt als OGC kennen. Alle Crews zusammen bilden die Boot Camp Clik. Tek & Steele veröffentlichten 1995 ihr Debütalbum Dah Shinin unter ihren damaligen Crewnamen Smif'n'Wessun.
Das Unternehmen Smith & Wesson sah eine zu große Namensähnlichkeit und nach einem dreijährigen Rechtsstreit änderten Tek & Steele schließlich ihren Crewnamen 1998 in Cocoa Brovaz.
Im gleichen Jahr folgte das Nachfolgewerk The Rude Awakening. 2004 erschien ein Best Of Album mit dem Titel Still Shinin. Darauf sind alle Tracks, Remixes und Freestyles von den beiden Rappern beinhaltet.
2005 brachten sie ihr Album Reloaded, nun wieder unter dem Namen Smif'N'Wessun raus. Gäste wie Tony Touch, Talib Kweli, Dead Prez, Da Beatminerz sind darauf vertreten.

## Diskografie
- 1995: Dah Shinin (als Smif-N-Wessun)
- 1995: Wontime/Stand Strong (als Smif-N-Wessun) (Single)
- 1995: Bucktown/Let's Git It On (als Smif-N-Wessun)
- 1995: Wrekonize/Sound Bwoy Bureill (als Smif-N-Wessun)
- 1995: Headz Aint Redee (mit Black Moon) (Single)
- 1996: Wrekonize (als Smif'n'Wessun)
- 1997: Won on Won (als Cocoa Brovaz)
- 1998: The Rude Awakening (als Cocoa Brovaz)
- 1998: Bucktown USA Remix (als Cocoa Brovaz) (Single)
- 2004: Still Shinin (als Smif'n'Wessun)
- 2005: Reloaded (als Smif'n'Wessun)
- 2006: X-Files Official Mix (als Smif'n'Wessun)
- 2006: Wreckonize (als Smif'n'Wessun) (Single)
- 2007: Get Up (als Cocoa Brovaz mit Royce da 5′9″) (Vinyl-Single)
- 2007: Like a Champion (als Smif-N-Wessun) (Single)
- 2007: Buck Town (als Smif-N-Wessun) (Single)
- 2007: The Album (als Smif-N-Wessun)
- 2011: Monumental (als Smif -N-Wessun, mit Pete Rock)
- 2012: Get Ya Paper (als Smif-N-Wessun, mit Sido und B-Tight) auf Sido´s #Beste (Single)
- 2012: Eyes Straight (als Smif-N-Wessun, mit Sadat X) auf Love, Hell or Right (Single)
- 2019: The All (als Smif-N-Wessun & 9th Wonder, mit 9th Wonder), mit  Raekwon, Rick Ross, Rapsody (Vinyl Album)